# آنتونیو مومپلت
آنتونیو مومپلت (اسپانیایی: Antonio Momplet‎؛ ۱۸۹۹ – ۱۹ اوت ۱۹۷۴) فیلم‌نامه‌نویس و کارگردان فیلم اهل اسپانیا بود.
از فیلم‌ها یا مجموعه‌های تلویزیونی که وی در آن‌ها نقش داشته‌است، می‌توان به گیجی و گلادیاتور شکست‌ناپذیر اشاره نمود.